# Domtafelen

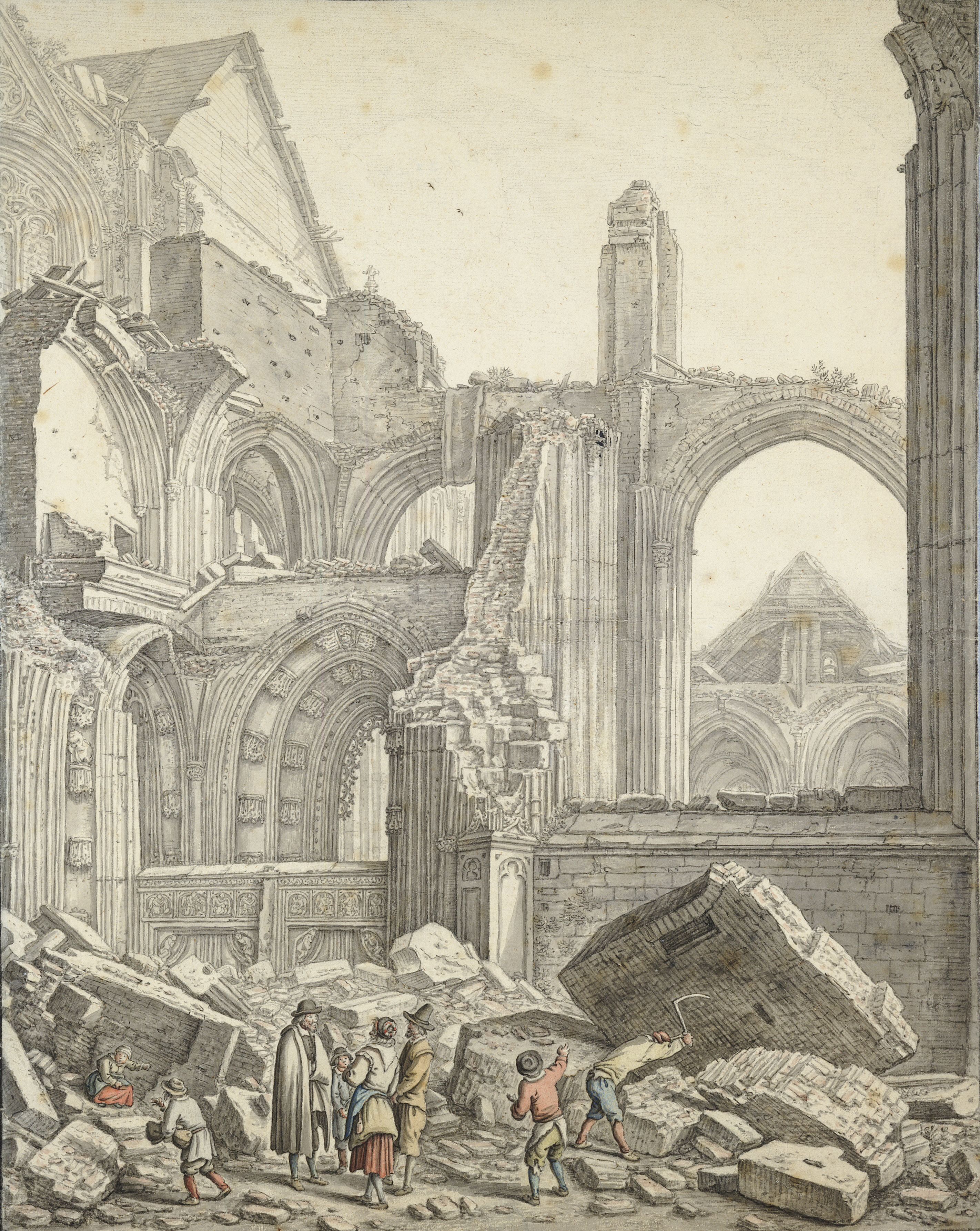
In 1674 stortte het middenschip van de Utrechtse Domkerk in tijdens een noodweer en gingen de Domtafelen verloren.

De Domtafelen, ook wel Overoude Tafelen geheten, waren twee houten middeleeuwse panelen die in de Dom van Utrecht hingen. Op de borden stonden twee Latijnse gedichten met beknopte geschiedschrijvingen over de stad Utrecht en de Utrechtse kerk.
De borden zijn vervaardigd na 1253 en gingen verloren tijdens de zomerstorm van 1674. De teksten op de Domtafelen zijn in verschillende afschriften bewaard gebleven via onder meer Aernout van Buchel.